# Pisarovina
Pisarovina é uma vila e município da Croácia localizado no condado de Zagreb

## Localidades
O município de Pisarovina é composto de 14 localidades: 
| - Bratina - Bregana Pisarovinska - Donja Kupčina - Dvoranci - Gorica Jamnička - Gradec Pokupski - Jamnica Pisarovinska | - Lijevo Sredičko - Lučelnica - Pisarovina - Podgorje Jamničko - Selsko Brdo - Topolovec Pisarovinski - Velika Jamnička |

## Demografia
De acordo com o censo de 2001, 99,22% da população são croatas.